# Edmondsův–Karpův algoritmus
Edmondsův-Karpův algoritmus je v informatice a teorii grafů implementací Fordovy-Fulkersonovy metody pro výpočet maximálního toku v síti s časovou složitostí {\displaystyle O(VE^{2})}. Je asymptoticky pomalejší než Goldbergův algoritmus s časovou složitostí {\displaystyle O(V^{3})}, ale v praxi je rychlejší pro řídké grafy. Dinic, ruský vědec, publikoval algoritmus poprvé v roce 1970 nezávisle na publikování stejného algoritmu Kanaďanem Jackem Edmondsem a Američanem Richardem Karpem v roce 1972 (údajně objeven dříve). Dinicův algoritmus obsahuje navíc techniky, které redukují časovou složitost na {\displaystyle O(V^{2}E)}.

## Algoritmus
Algoritmus je téměř identický s Fordovým-Fulkersonovým algoritmem, až na to, že je definováno pořadí výběru zlepšující cesty v případě existence většího počtu zlepšujících cest. Vybraná zlepšující cesta musí být vždy nejkratší možná. Pro důkaz korektnosti a časové složitosti {\displaystyle O(VE^{2})} jsou podstatné následující vlastnosti:
- délka nalezené zlepšující cesty v průběhu algoritmu nikdy neklesá
- je-li v aktuálním kroku algoritmu měněn tok hranou jejíž tok byl měněn v některém z předchozích kroků, pak je délka zlepšující cesty v aktuálním kroku ostře větší než v příslušném kroku předchozím
- cesta ze zdroje do spotřebiče je nejvýše V dlouhá a lze ji nalézt v čase {\displaystyle O(E)}.

Důkaz je dostupný v.

## Pseudokód
Pro podrobnější popis vizte Fordův-Fulkersonův algoritmus.
```
algorithm
 EdmondsKarp
   
input
:
       C[1..n, 1..n] 
(Matice kapacit)

       E[1..n, 1..?] 
(Seznam sousedů)

       s             
(Zdroj)

       t             
(Spotřebič)

   
output
:
       f             
(Hodnota maximálního toku)

       F             
(Matice dávající korektní tok s maximální hodnotou)

   f := 0 
(Na začátku je tok nula)

   F := 
array
(1..n, 1..n) 
(Reziduální kapacita z u do v je C[u,v] - F[u,v])

   
forever

       m, P := BreadthFirstSearch(C, E, s, t)
       
if
 m = 0
           
break

       f := f + m
       
(Vyhledává backtrackingem a vypisuje tok)

       v := t
       
while
 v ≠ s
           u := P[v]
           F[u,v] := F[u,v] + m
           F[v,u] := F[v,u] - m
           v := u
   
return
 (f, F)
```

```
algorithm
 BreadthFirstSearch
   
input
:
       C, E, s, t
   
output
:
       M[t]          
(Kapacita nalezené cesty)

       P             
(Parent table)

   P := 
array
(1..n)
   
for
 u 
in
 1..n
       P[u] := -1
   P[s] := -2 
(ujistěte se, že zdroj není objeven podruhé)
 
   M := 
array
(1..n) 
(Kapacita nalezené cesty k vrcholu)

   M[s] := ∞
   Q := queue()
   Q.push(s)
   
while
 Q.size() > 0
       u := Q.pop()
       
for
 v 
in
 E[u]
           
(Jestli je dostupná kapacita a v ještě nebylo nalezené)

           
if
 C[u,v] - F[u,v] > 0 
and
 P[v] = -1
               P[v] := u
               M[v] := min(M[u], C[u,v] - F[u,v])
               
if
 v ≠ t
                   Q.push(v)
               
else

                   
return
 M[t], P
   
return
 0, P
```

## Příklad
Je daná síť o sedmi vrcholech, zdrojem A, spotřebičem G a kapacitami jako na obrázku:

Dvojice {\displaystyle f/c} na hranách reprezentují současný tok {\displaystyle f} a kapacitu {\displaystyle c}. Dostupná kapacita hrany z vrcholu {\displaystyle u} do vrcholu {\displaystyle v} je {\displaystyle c_{f}(u,v)=c(u,v)-f(u,v)}, tedy celková kapacita minus použitý tok. Je-li tok hranou z vrcholu {\displaystyle u} do vrcholu {\displaystyle v} záporný, přičítá se ke kapacitě.
| Kapacita | Cesta                         |
| Kapacita | Výsledná síť                  |
| --- | ----------------------------- |
| {\displaystyle \min(c_{f}(A,D),c_{f}(D,E),c_{f}(E,G))=} {\displaystyle \min(3-0,2-0,1-0)=} {\displaystyle \min(3,2,1)=1}                                                     | {\displaystyle A,D,E,G}       |
| {\displaystyle \min(c_{f}(A,D),c_{f}(D,E),c_{f}(E,G))=} {\displaystyle \min(3-0,2-0,1-0)=} {\displaystyle \min(3,2,1)=1}                                                     |                               |
| {\displaystyle \min(c_{f}(A,D),c_{f}(D,F),c_{f}(F,G))=} {\displaystyle \min(3-1,6-0,9-0)=} {\displaystyle \min(2,6,9)=2}                                                     | {\displaystyle A,D,F,G}       |
| {\displaystyle \min(c_{f}(A,D),c_{f}(D,F),c_{f}(F,G))=} {\displaystyle \min(3-1,6-0,9-0)=} {\displaystyle \min(2,6,9)=2}                                                     |                               |
| {\displaystyle \min(c_{f}(A,B),c_{f}(B,C),c_{f}(C,D),c_{f}(D,F),c_{f}(F,G))=} {\displaystyle \min(3-0,4-0,1-0,6-2,9-2)=} {\displaystyle \min(3,4,1,4,7)=1}                   | {\displaystyle A,B,C,D,F,G}   |
| {\displaystyle \min(c_{f}(A,B),c_{f}(B,C),c_{f}(C,D),c_{f}(D,F),c_{f}(F,G))=} {\displaystyle \min(3-0,4-0,1-0,6-2,9-2)=} {\displaystyle \min(3,4,1,4,7)=1}                   |                               |
| {\displaystyle \min(c_{f}(A,B),c_{f}(B,C),c_{f}(C,E),c_{f}(E,D),c_{f}(D,F),c_{f}(F,G))=} {\displaystyle \min(3-1,4-1,2-0,0--1,6-3,9-3)=} {\displaystyle \min(2,3,2,1,3,6)=1} | {\displaystyle A,B,C,E,D,F,G} |
| {\displaystyle \min(c_{f}(A,B),c_{f}(B,C),c_{f}(C,E),c_{f}(E,D),c_{f}(D,F),c_{f}(F,G))=} {\displaystyle \min(3-1,4-1,2-0,0--1,6-3,9-3)=} {\displaystyle \min(2,3,2,1,3,6)=1} |                               |

Všimněte si, jak se délka zlepšující cesty nalezené algoritmem nikdy nezmenšuje. Nalezené cesty jsou nejkratší možné. Nalezený tok se rovná kapacitě přes minimální řez v grafu oddělující zdroj a spotřebič. V tomto grafu je pouze jeden minimální řez, rozdělující vrcholy na množiny {\displaystyle \{A,B,C,E\}} a {\displaystyle \{D,F,G\}} s kapacitou {\displaystyle c(A,D)+c(C,D)+c(E,G)=3+1+1=5}.